# News of the World (pel·lícula)
News of the World és una pel·lícula dramàtica del gènere Western estatunidenca del 2020, coescrita i dirigida per Paul Greengrass, basada en la novel·la homònima del 2016 de Paulette Jiles, i protagonitzada per Tom Hanks i Helena Zengel. La pel·lícula segueix a un veterà de la Guerra Civil dels Estats Units que ha de tornar una nena que va ser acollida pels nadius americans a la seva família que li quedava.
News of the World va ser publicada teatralment per Universal Pictures als Estats Units el 25 de desembre de 2020, i va ser llançada per Netflix en altres territoris internacionals el 10 de febrer de 2021. Va rebre crítiques positives a les revisions que van elogiar les actuacions de Hanks i Zengel, així com la cinematografia, la partitura musical i la direcció de Greengrass. Als 93è Premis Oscar, la pel·lícula va rebre quatre nominacions a Oscar a la millor banda sonora, Oscar a la millor fotografia, Oscar a la millor direcció artística i Oscar al millor so, mentre que l’actuació de Zengel va rebre nominacions al Globus d'Or a la millor actriu secundària i als Screen Actors Guild Awards.

## Argument
L'any 1870, el capità Jefferson Kyle Kidd és un antic membre de la infanteria confederada que ara viu guanyant-se la vida de ciutat a ciutat llegint diaris per a la població per deu cèntims per persona. Després d'una nit de lectura de notícies, Kidd marxa cap al seu proper lloc quan es troba amb un vagó bolcat a la carretera. Desmuntant per investigar més, es troba amb un home negre linxat i una jove blanca anomenada Johanna, vestida amb roba de nadius americans. Després d'una trobada amb una patrulla de l'exèrcit de la Unió, a Kidd se li instrueix que porti la nena a oficials de la Unió en un punt de control d'una ciutat que hi ha a la carretera, on ordenaran els tràmits de la Bureau of Indian Affairs i s'encarregaran de tornar-la a la seva família supervivent. A contracor, Kidd accepta la sol·licitud.
Al punt de control de la Unió, s’informa a Kidd que el representant del Bureau of Indian Affairs està a la reserva i estarà indisponible durant tres mesos. Buscant refugi amb un antic infant confederat, Kidd llegeix la notícia i, al tornar, accepta a contracor la responsabilitat de retornar la nena a la seva família supervivent. Quan els dos s'instal·len, intenten trobar un terreny comú, però cap dels dos té massa èxit en comunicar-se amb l’altre. Això es complica encara més a la següent parada, quan Kidd s’enfronta a tres soldats ex-confederats convertits en delinqüents que expressen el seu interès a comprar la noia que va amb en Kidd. Kidd s’hi nega, però els tres homes els persegueixen, provocant un tiroteig al desert durant el qual Johanna i Kidd superen obstacles treballant junts per a la seva autoconservació.
A la següent parada, Kidd es troba amb una banda radical de milícies que treballen per "netejar" el comtat de "forasters". Kidd té un contracte per llegir les notícies aprovades pel líder de la ciutat, però en lloc d’això opta per llegir en un document diferent sobre un grup de miners de carbó que es manifesten contra un home cruel a qui la negativa a complir les normes de seguretat posava en perill els seus miners. La història de Kidd incita als disturbis civils i, en última instància, resulta que Johanna assassina al líder de la ciutat i rescata a Kidd. Després, Kidd i Johanna s'uneixen a un vagó que va en direcció a una ciutat amb la línia de ferrocarril abans de desviar-se per localitzar la família supervivent de Johanna. Durant el viatge, el vagó de Kidd es destrueix, deixant a Johanna i Kidd a continuar a peu fins que la parella es troba amb tribus de Kiowa de les quals Johanna aconsegueix obtenir un cavall.
Kidd i Johanna finalment arriben a la granja de la seva tia i oncle, la primera revelant que els pares de Johanna havien atacat pel seu compte i s'havien traslladat a la muntanya on la terra seria més barata; això va fer que fossin assassinats en una incursió a Kiowa. Kidd abandona a contracor a Johanna (que és resisteix) amb ells i torna a San Antonio. La seva dona, Maria Luisa Betancourt Kidd, va morir de còlera el 1865. Ara, sense cap parentiu, visita la missió on està enterrada i deixa tristament el seu anell de noces i el seu medalló amb la seva imatge a la tomba.
Aleshores, Kidd torna al poble on va deixar Johanna, on la troba lligada a un pal, ja que la seva bel·ligerant tia i oncle li explicaven que ella es negava a treballar i que fugiria. Demanant perdó, Kidd li diu a Johanna (a Kiowa) que va amb ell. Johanna accepta; i llavors, la seva tia i el seu oncle els van deixar anar a contracor. En un epíleg, Kidd llegeix els papers en un altre púlpit, amb Johanna ajudant en efectes de so i portant un nom nou: Johanna Kidd.

## Repartiment
- Tom Hanks com a Capità Jefferson Kyle Kidd
- Helena Zengel com a Johanna Leonberger/Cicada
- Michael Covino com a J. G. Almay
- Fred Hechinger com a John Calley
- Neil Sandilands com a Wilhelm Leonberger
- Thomas Francis Murphy com a Merritt Farley
- Ray McKinnon com a Simon Boudlin
- Mare Winningham com a Doris Boudlin
- Elizabeth Marvel com a Ella Gannett
- Chukwudi Iwuji com a Charles Edgefield
- Bill Camp com a Willie Branholme

## Producció
Al maig de 2017, Fox 2000 Pictures va comprar drets de distribució per a una adaptació de la novel·la de Paulette Jiles amb Luke Davies escrivint el guió i Tom Hanks com a protagonista. El febrer de 2019, es va anunciar a Paul Greengrass com a director. Com a resultat de la fusió Disney/Fox, la pel·lícula es va transferir a Universal Pictures. A l'agost, es van afegir Helena Zengel, Michael Covino i Fred Hechinger al repartiment, i Thomas Francis Murphy es va unir al setembre. El rodatge va començar el 2 de setembre de 2019 a Santa Fe, Nou Mèxic. El novembre de 2020, Netflix va comprar els drets de distribució internacional (excepte els Estats Units) de la pel·lícula.

## Llançament
News of the World va ser llançada teatralment per Universal Pictures als Estats Units el 25 de desembre de 2020, que va anar seguida d’un llançament de vídeo a la carta (PVOD) Premium als Estats Units el 15 de gener de 2021. Originalment es publicaria per Fox 2000 Pictures. El novembre de 2020, es va anunciar que Netflix havia adquirit drets de distribució internacional, excepte els Estats Units i la Xina, i el va llançar digitalment al seu servei de transmissió el 10 de febrer de 2021. El 2 de març de 2021, Universal Pictures Home Entertainment va anunciar oficialment la data de llançament de News of the World a mitjans físics, inclosos el disc Blu-ray, el disc Blu-ray 4k Ultra HD i el DVD, el 23 de març de 2021.

## Recepció

### Taquilla
Als Estats Units, es va projectar que News of the World, llançada al costat de Wonder Woman 1984, Promising Young Woman i Pinocchio, recaptaria uns 4 milions de dòlars de 1.900 sales durant el seu cap de setmana inaugural. La pel·lícula va guanyar 1,05 milions de dòlars el primer dia i va debutar a 2,3 milions de dòlars, quedant segona a taquilla darrere de Wonder Woman 1984; on el 70% del públic tenia més de 35 anys. La pel·lícula va caure un 25% en el seu segon cap de setmana, aconseguint 1,7 milions de dòlars, i després va guanyar 1,24 milions de dòlars el tercer cap de setmana.

### Resposta crítica
Rotten Tomatoes, un agregador de ressenyes, informa que el 88% de les 255 ressenyes van ser positives, amb una mitjana de 7,4/10. El consens dels crítics del lloc web diu: «News of the World fa un viatge lent però absorbent per una pista occidental reconfortant i familiar, guiada per Tom Hanks en mode paternal màxim». Segons Metacritic, que va analitzar 45 crítics i va calcular una mitjana amb una puntuació de 73 sobre 100, la pel·lícula va rebre «crítiques generalment favorables». El públic enquestat per CinemaScore va donar a la pel·lícula una nota mitjana de "B+" en una escala A+ a F.